# Bill the Goat

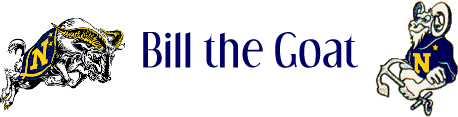
Logo der United States Naval Academy

Bill the Goat ist das Maskottchen der Football-Mannschaft der United States Naval Academy. Es handelt sich zum einen um eine leibhaftige Ziege, zum anderen tritt bei Footballspielen auch ein Midshipman (Fähnrich zur See) in einem Ziegenkostüm auf, um die Zuschauer zu unterhalten. Weiterhin steht am Haupteingang zum Campus der Academy eine Bronzestatue eines Ziegenbocks.
Die erste Ziege kam 1893 zum Einsatz, der amtierende Bock ist Bill XXXI, der sich seinen Stall mit seinem Stellvertreter und designierten Nachfolger Bill XXXII teilt.

## Geschichte
Der Legende nach geht das Maskottchen auf eine Schiffsziege zurück, die während eines Einsatzes eines Schiffes der Marine verstarb. Als das Schiff wieder im Hafen von Baltimore anlegte, wurden zwei Leutnants beauftragt, die abgezogene Haut des Bocks zu einem Präparierer  zu bringen und kamen dabei bei einem Football-Spiel vorbei. Während des Spiels warf sich einer der beiden zur Belustigung der Menge die Haut über. Die Mannschaft der Navy gewann das Spiel.
Erst 1893 ist eine lebendige Ziege als Maskottchen nachweisbar. Der Bock mit dem Namen "El Cid" kam beim vierten Aufeinandertreffen der Mannschaft der Marine mit ihrem Erzfeind, der Mannschaft der Heeresschule (United States Military Academy), zum Einsatz. Die Navy gewann das Spiel mit 6-3, und fürderhin war El Cid bei allen Spielen der Mannschaft am Spielfeldrand zugegen. Zwischenzeitlich wurden zwar auch andere Maskottchen wie Katzen, Hunde und sogar eine Brieftaube in Dienst gestellt, doch nach 1904 war der Ziegenbock das einzige etablierte Maskottchen. Im Jahr 1900 traf die Ziege der Navy in Philadelphia erstmals auf das Maskottchen der Army, einen Esel. Nach dem 11-7-Sieg der Navy wurde sie auf der Rückfahrt im Zug nach Annapolis gefeiert und erhielt bei dieser Zugfahrt auch den bis heute üblichen Namen Bill. 

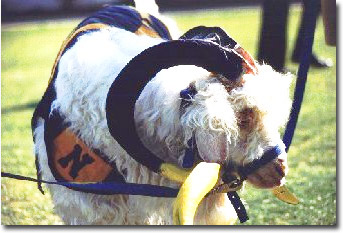
Bill XXXI.

Bill XVI. († 1968), ein Geschenk der United States Air Force Academy, und Bill XVII. († 1971) starben beide an einer Vergiftung. Auf der Wiese um ihren Stall waren zuvor Unkrautvernichtungsmittel versprüht worden. Als bisher erfolgreichster Bock gilt gemeinhin Bill XXI. Er war das Maskottchen der Saison 1978, einer der erfolgreichsten für seine Mannschaft. Unter seiner Ägide gelangen der Navy auch zwei Siege über den Erzfeind Military Academy.
Am 5. November 1995, rund einen Monat vor dem alljährlichen Spiel der Army gegen die Navy, entführten Angehörige der Military Academy den amtierenden Bock Bill the Goat XXVI, sowie die Thronfolger Bill XXVIII und XXIX von der Farm der Navy in Gambrills (Maryland). Sie wurden der Marine erst nach der Intervention des Verteidigungsministeriums der Vereinigten Staaten zurückgegeben, das verlautbaren ließ, dass das "Kidnapping von Kadetten, Leutnants und Maskottchen" nicht zu tolerieren seien.
Bill XXVIII amtierte von Oktober 1995 bis zu seinem Tod im November 2001.